# Renato Araya
Renato Andrés Araya Jerez (Rancagua, Región del Libertador Bernardo O'Higgins, Chile, 24 de septiembre de 2002) es un futbolista chileno que juega como delantero actualmente en Deportes Rengo de la Segunda División Profesional de Chile .

## Trayectoria
Su trayectoria con la celeste arrancó el año 2014, cuando Renato llegó a O'Higgins con tan solo 10 años de edad luego de participar en una prueba masiva en la ciudad de Rancagua de donde es oriundo.
El joven delantero extremo rápidamente se destacó por su buen juego por las bandas, en el año 2020 el técnico argentino Patricio Graff lo hace debutar en el fútbol profesional en un partido de O'Higgins contra Cobresal jugado en el Estadio El Teniente, encuentro válido por la fecha 14° del Campeonato Plan Vital 2020. 
Actualmente está alternando entre el plantel profesional y la serie juvenil sub-21 del equipo rancagüino.

## Estadísticas

### Clubes
| Club                      | Div.          | Temporada     | Liga  | Liga  | Copas nacionales | Copas nacionales | Torneos internacionales | Torneos internacionales | Total | Total |
| Club                      | Div.          | Temporada     | Part. | Goles | Part.            | Goles            | Part.                   | Goles                   | Part. | Goles |
| ------------------------- | ------------- | ------------- | ----- | ----- | ---------------- | ---------------- | ----------------------- | ----------------------- | ----- | ----- |
| O'Higgins · Chile         | 1.ª           | 2020          | 1     | 0     | —                | —                | —                       | —                       | 1     | 0     |
| O'Higgins · Chile         | 1.ª           | 2021          | 0     | 0     | —                | —                | —                       | —                       | 0     | 0     |
| Deportes Valdivia · Chile | 3.ª           | 2022          | 18    | 2     | —                | —                | —                       | —                       | 18    | 2     |
| Deportes Valdivia · Chile | Total club    | Total club    | 18    | 2     | 0                | 0                | 0                       | 0                       | 18    | 2     |
| O'Higgins · Chile         | 1.ª           | 2023          | 0     | 0     | 0                | 0                | —                       | —                       | 0     | 0     |
| O'Higgins · Chile         | Total club    | Total club    | 1     | 0     | 0                | 0                | 0                       | 0                       | 1     | 0     |
| Total carrera             | Total carrera | Total carrera | 19    | 2     | 3                | 1                | 0                       | 0                       | 19    | 2     |
| 1. 2. 3.                  |               |               |       |       |                  |                  |                         |                         |       |       |

### Resumen estadístico
| Competición               | Partidos | Goles |
| ------------------------- | -------- | ----- |
| Primera División de Chile | 1        | 0     |
| Segunda División de Chile | 18       | 0     |
| Copa Chile                | 0        | 0     |
| Total                     | 19       | 0     |